# Trompeterhornvogel

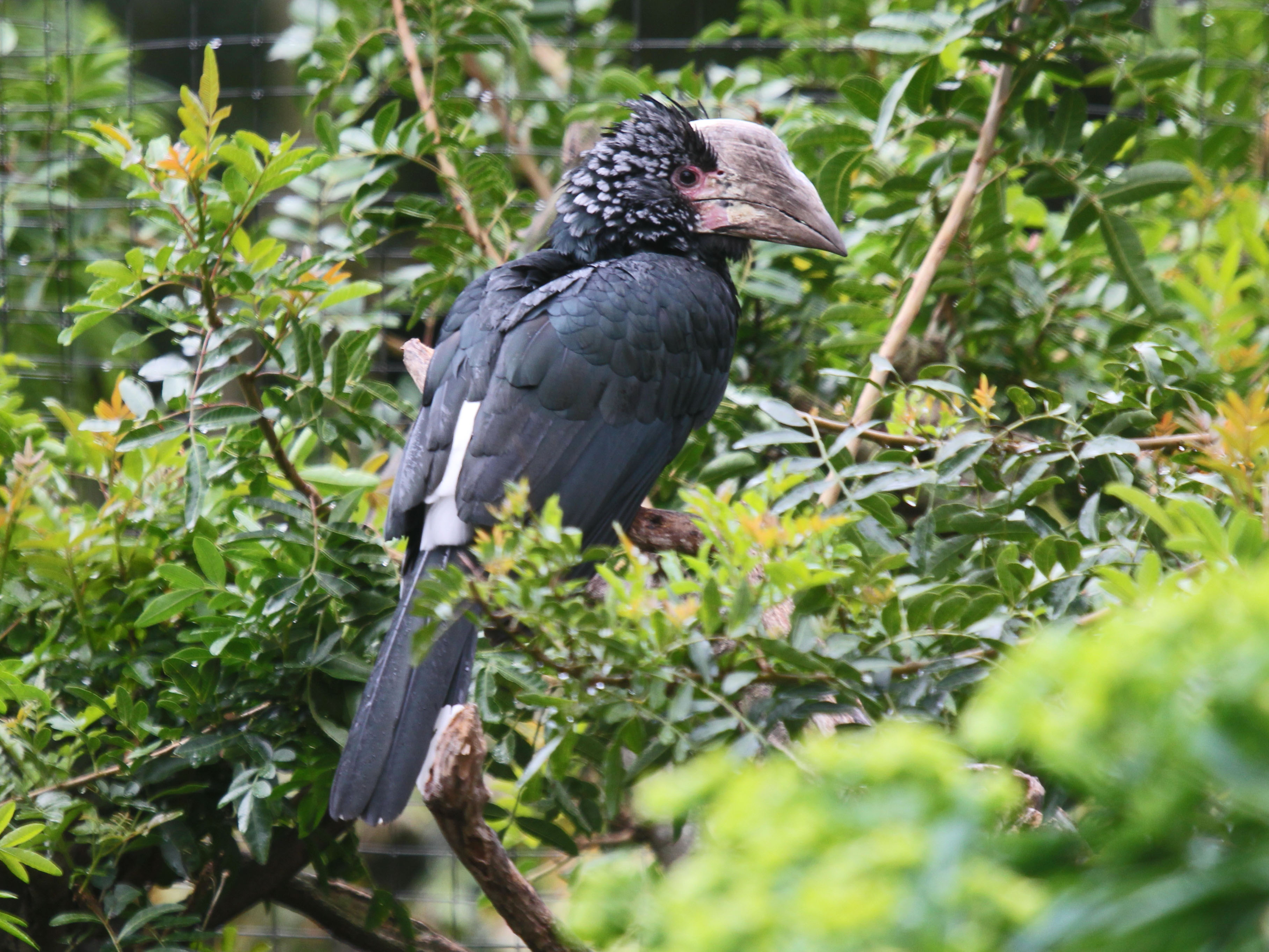
Trompeterhornvogel, Weibchen

Der Trompeterhornvogel (Bycanistes bucinator) ist eine monotypische Vogelart aus der Familie der Nashornvögel. Sein Verbreitungsgebiet ist das südliche Afrika. Wie alle Nashornvögel ist auch der Trompeterhornvogel ein Höhlenbrüter. Das Weibchen verbringt bis zu drei Monate eingemauert in einer Baumhöhle und verlässt die Bruthöhle erst gemeinsam mit den flügge gewordenen Jungvögeln. Das Männchen versorgt in dieser Zeit zunächst sie und später auch die Jungvögel mit Nahrung.
Die Bestandssituation des Trompeterhornvogels wird von der IUCN mit ungefährdet (least concern) angegeben.

## Merkmale
Der Trompeterhornvogel erreicht eine Körperlänge von 50 bis 55 Zentimeter. Auf die Schwanzfedern entfallen beim Männchen durchschnittlich 22,6 Zentimeter, bei den Weibchen 26 Zentimeter. Der Schnabel hat bei den Männchen eine Länge zwischen 12,1 und 15,4 Zentimeter. Der Schnabel der Weibchen bleibt etwas kleiner und hat eine Länge von 9,4 bis 12,5 Zentimeter. Der Geschlechtsdimorphismus ist nur gering ausgeprägt.

### Erscheinungsbild der Männchen
Beim Männchen sind Kopf, Hals, Vorderbrust und Rücken glänzend schwarz. Die Oberschwanz- und Unterschwanzdecken sind weiß, der Schwanz ist schwarz. Die einzelnen Steuerfedern haben bis auf das mittlere Steuerfederpaar weiße Spitzen. Die Körperunterseite ist weiß. Die Schwingen sind schwarz mit weißen Spitzen bei den Armschwingen und den inneren Handschwingen. Der Schnabel und das Schnabelhorn sind schwärzlich. Das Schnabelhorn ist groß und häufig so lang, dass es über die Schnabelspitze herausragt. Bei Männchen in Brutverfassung ist das Schnabelhorn am hinteren Ende rot. Die unbefiederte Haut rund um das Auge ist abhängig von der Brutverfassung des Männchens dunkelviolett, rot oder rosa. Die Augen sind rotbraun, die Beine und Füße sind schwarz.

### Erscheinungsbild der Weibchen und Jungvögel
Die Weibchen gleichen den Männchen im Gefieder, sie bleiben aber kleiner. Der Schnabel ist schwarz mit einer blassen gelben Spitze und einer gelbbraunen Schnabelbasis. Das Schnabelhorn ist kleiner und endet auf der mittleren Schnabelhälfte. Die Augen sind braun.
Jungvögel haben ein Gefieder, das dem der adulten Vögel gleicht. Bei ihnen ist der Schnabelaufsatz jedoch noch nicht entwickelt. Der Schnabel hat noch eine Farbe wie die Schnäbel der Weibchen. Im Gesicht und an der Schnabelspitze weisen Federn noch braune Säume auf. Die unbefiederte Haut um die Augen ist dunkelgrau.

## Verwechselungsmöglichkeiten
Das Verbreitungsgebiet des Trompeterhornvogels überlappt sich in Teilen mit dem des Silberwangenhornvogels. Der Silberwangenhornvogel ist deutlich größer und hat einen cremefarbenen Schnabelaufsatz. Ihm fehlt außerdem weiße Gefiederpartien auf den Flügeln und er ist der Körperunterseite weniger weiß als der Trompeterhornvogel.
Der zur gleichen Gattung wie der Trompeterhornvogel gehörende Schreihornvogel ist kleiner als der Trompeterhornvogel und hat einen zweifarbigen Schnabel und Schnabelhornaufsatz.

## Verbreitungsgebiet und Lebensraum

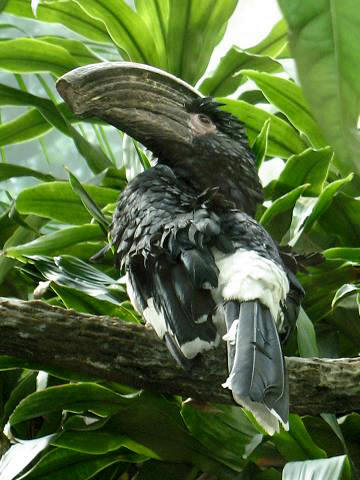
Trompeterhornvogel

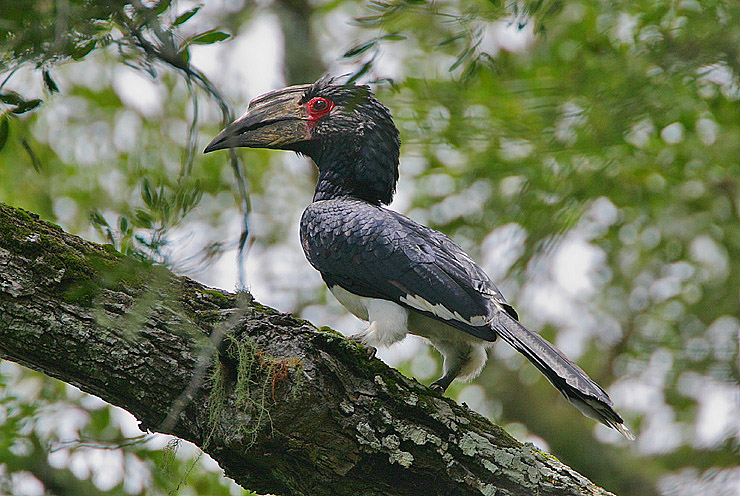
Trompeterhornvogel, Weibchen

Das Verbreitungsgebiet des Trompeterhornvogels erstreckt sich über große Teile des südlichen Afrikas. Es reicht vom Süden Kenias, Tansania, dem Südosten der Demokratischen Republik Kongo, dem Norden Angolas, Sambia, Malawi, Mosambik und Simbabwe bis nach Südafrika.
Der Lebensraum des Trompeterhornvogels sind Bergwälder, Wälder entlang von Fließgewässern sowie immergrüne Wälder an der Küste. Er kommt auch in Hartlaubwäldern und in Mangrovenwälder vor. Insbesondere Trompeterhornvögel, die Wälder entlang von Flussläufen besiedeln, suchen auch immer wieder Savannengebiete auf. Die Höhenverbreitung reicht vom Tiefland bis in Höhenlagen von 2200 Metern. Wo die Lebensraumbedingungen für diese Art ideal sind, kommen Trompeterhornvögel gelegentlich in vergleichsweise großer Anzahl vor. So brüteten beispielsweise in einem Bergwald in Malawi drei Brutpaare in einem 110 Hektar großen Gebiet. In einem einen Fluss säumenden Wald im südafrikanischen Ostkap brüteten vier Paar in einem 240 Hektar umfassenden Gelände.

## Lebensweise
Trompeterhornvögel leben gewöhnlich in Paaren oder kleinen Familiengruppen, bestehend aus drei bis fünf Individuen. Immer wieder werden jedoch auch größere Trupps beobachtet, die bis zu 48 Individuen umfassen und es gibt Ruheplätze, an denen sich gelegentlich bis zu 200 Individuen versammeln. Um zu solchen gemeinschaftlichen Ruheplätzen zu gelangen, legen einzelne Vögel eine Strecke von bis zu 15 Kilometer zurück. Bei solchen Ruheplätzen handelt es sich gewöhnlich um einen Hain größerer Bäume, die an einem Gewässer stehen. Seltener befinden sich solche Ruheplätze in der trockenen Savanne. Einige der Ruheplätze werden über Jahre frequentiert und die Zahl der sich nächtlich versammelnden Individuen sinkt nur während der Fortpflanzungszeit. Die Ruheplätze werden bei Sonnenaufgang wieder verlassen. Die Vögel fliegen von dort aus in unterschiedliche Richtungen, um nach Nahrung zu suchen.
Paare bleiben ganzjährig zusammen und halten sowohl bei der Nahrungssuche als auch an den nächtlichen Ruheplätzen miteinander Kontakt.

## Nahrung
Trompeterhornvögel sind wie fast alle Nashornvogelarten Omnivore. Sie decken jedoch den größten Teil ihres Nahrungsbedarfs mit kleinen Früchten. Eine besondere Rolle nehmen dabei wie bei vielen Nashornvögeln Feigen ein. Sie fressen unter anderem die Früchte und Samen von Diospyros mespiliformis, Afzelia, Pterocarpus, Maulbeerfeige, Brechnüsse, verschiedene Feigenarten, Fiederaralien und Schlangenwurz. Trompeterhornvögel fressen auch die Früchte eingeführter Pflanzen wie die vom Zedrachbaum, Mangos, Lidschis und Papaya. Sie essen gelegentlich auch nektargefüllte Blüten. In den Regionen, in denen sich ihr Verbreitungsgebiet mit dem größeren Silberwangenvogel überlappen, freuen sie kleinere Früchte.
Wie alle Nashornvögel fressen auch Trompeterhornvögel animalische Kost. Dazu gehören Gliederfüßer wie Raupen, Käfer und spinnen, Wespennetze, Hundertfüßer und Landasseln. Sie fressen auch Nestlinge anderer Vogelarten und Eier. Eine Reihe von Vogelarten hassen auf Trompeterhornvögel, was als Indiz dafür gewertet werden kann, dass sie sehr häufig Nesträuber sind.

## Fortpflanzung

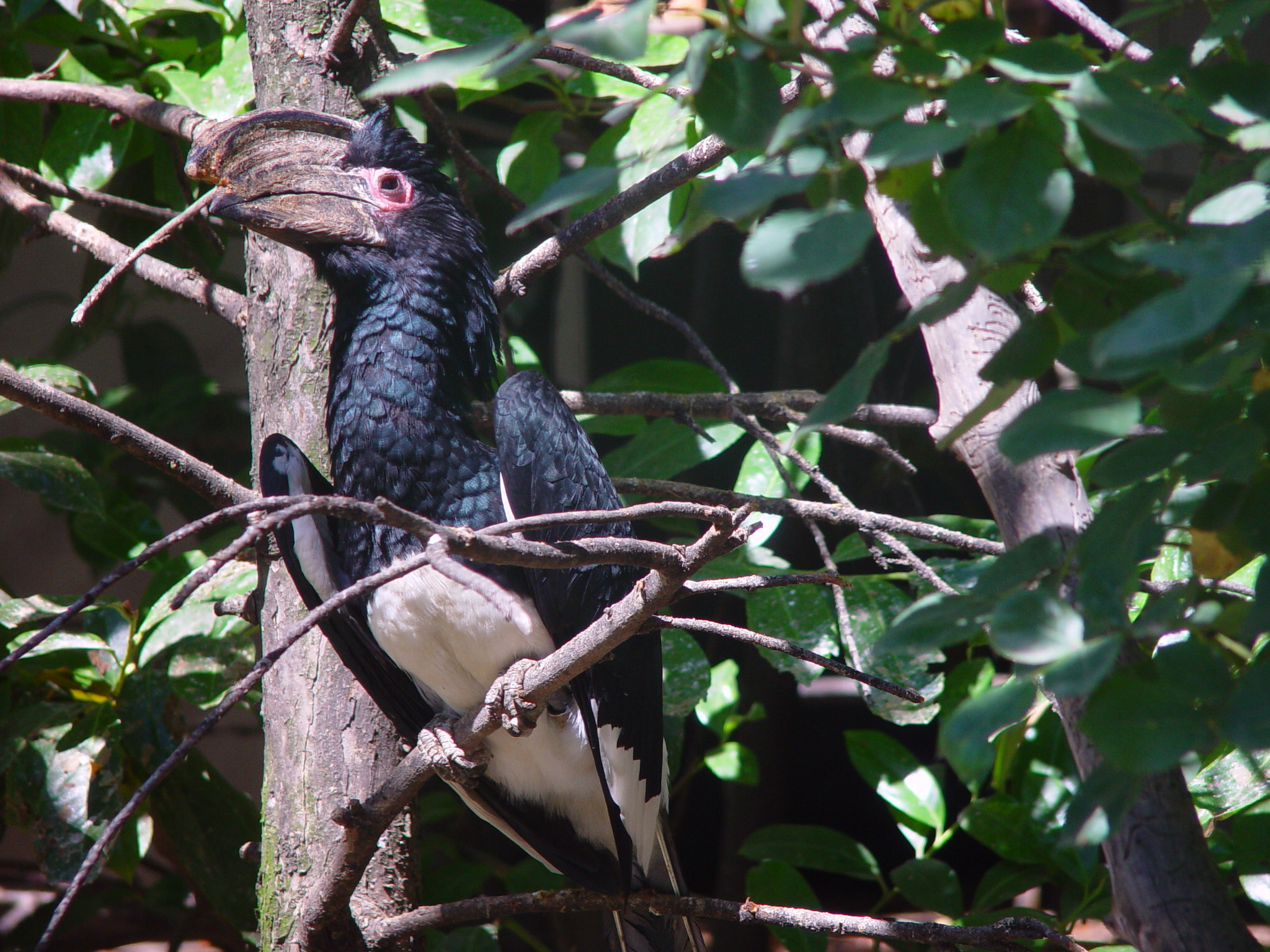
Trompeterhornvogel, Männchen

Trompeterhornvögel sind monogame Vögel, die aber nach jetziger Erkenntnis nur die unmittelbare Umgebung ihrer Nisthöhle als Brutrevier verteidigen und kein größeres Territorium besetzen. Mit Trompeterhornvögeln besetzte Nisthöhlen stehen gelegentlich nur 200 Meter voneinander entfernt. Eine Unterstützung des Brutpaares durch Helfer wurde bei dieser Art mehrfach beobachtet.
Wie bei vielen Nashornarten zählt Balzfüttern zu den Handlungen vor der Paarung. Auch gegenseitige Gefiederpflege wird bei dieser Art beobachtet. Männchen und Weibchen suchen die Bruthöhle bis zu zwei Monate vor dem eigentlichen Brutbeginn auf. Das Weibchen schlüpft dabei häufig in die Bruthöhle und beide Geschlechter zeigen Handlungen, die normalerweise beim Versiegeln der Bruthöhle zu beobachten sind, ohne allerdings dabei Brutmaterial zu verbauen.
Trompeterhornvögel haben einen Brutzyklus, der wenigstens 94 Tage dauert. Von dieser Zeit entfallen 10 bis 15 Tage auf eine Zeit, die das Weibchen bereits in der Höhle sitzt, aber noch keine Eier gelegt hat. Die Eier werden 28 Tage bebrütet und auf die Nestlingszeit entfallen mindestens 50 Tage. Im gesamten Verbreitungsgebiet scheinen Trompeterhornvögel im Zeitraum zwischen September und Januar zu brüten, mit einem Höhepunkt in den Monaten Oktober bis Dezember.
Der Trompeterhornvogel nutzt natürliche Baumhöhlen als Nistgelegenheiten. Gelegentlich werden wie an den Viktoriafällen von den Trompeterhornvögeln auch Felshöhlen an Steilabhängen genutzt. Die Nester befinden sich häufig lediglich zwei bis drei Meter oberhalb des Erdbodens. Zu den Bäumen, deren Baumhöhlen genutzt werden, gehören unter anderem der Afrikanische Affenbrotbaum, Maulbeerfeige, Anabaum und die Echte Sumpfzypresse (Harpephyllum caffrum). Die Nistbäume stehen häufig eine größere Distanz von den Arealen entfernt, die den Trompeterhornvögeln geeignete Nahrungsgründe bieten. Männchen legen auf dem Weg von den Nahrungsgründen zu der Nisthöhle häufig mehrere Kilometer zurück.
Die Bruthöhle wird allein durch das Weibchen bis auf einen schmalen Spalt versiegelt. Das Weibchen verbaut dabei vor allem eingespeichelte Lehmkügelchen, die das Männchen in seinem Schlund herbeiträgt und an der Bruthöhle ihr übergibt. Nur gelegentlich bringt das Männchen den Lehm auch im Schnabel zur Bruthöhle. Das Weibchen, das die Bruthöhle vermauert, während sie in der Bruthöhle sitzt, verbaut außerdem ihren Kot und Nahrungsbrei. An einer näher untersuchten Bruthöhle wog das Material, mit dem der Einbau zugemauert wurde, 1,47 Kilogramm. Das Männchen bringt auch Rindenstückchen, kleine Holzstücke, Zweige und Farnwedel, mit der das Weibchen die Höhle auslegt. Weibchen und später die Jungvögel, wenn sie dafür eine ausreichende Größe erreicht haben, halten die Bruthöhle aber auch dadurch sauber, dass sie durch den schmalen, offen gebliebenen Spalt koten. Aktive Bruthöhlen können daher auch an den Exkrementen identifiziert werden, die sich am Boden vor dem Nistbaum befinden.
Das Gelege des Trompeterhornvogels besteht aus zwei bis vier Eier. Die Eier werden mit einem Legeabstand von zwei bis drei Tagen gelegt. Das Weibchen, das zu diesem Zeitpunkt schon einige Tage in der Bruthöhle verbracht hat, beginnt mit dem ersten Ei mit der Bebrütung. Die Jungvögel schlüpfen entsprechend asynchron. Das Männchen versorgt das Weibchen und später die Jungvögel mit Nahrung. An einem Nest wurden über einen Zeitraum von 78 Stunden insgesamt 148 Besuche des Männchens gezählt.
Die Jungvögel sind zum Zeitpunkt, zu dem sie die Nisthöhle verlassen, bereits flugfähig, haben aber diese Fähigkeit noch zu wenig entwickelt, um längere Strecken zurückzulegen. Sie halten sich noch zwei bis drei Tage in der Nähe der Bruthöhle. Fünf bis sieben Tage, nachdem sie ausgeflogen sind, beginnen sie die Elternvögel bei deren Nahrungssuchen zu begleiten.

## Einzelbelege
1. 1 2 3  Kemp: The Hornbills - Bucerotiformes. S. 248.
2. ↑   Bycanistes bucinator in der Roten Liste gefährdeter Arten der IUCN 2016.10. Eingestellt von: BirdLife International, 2016. Abgerufen am 6. Dezember 2016.
3. 1 2  Kemp: The Hornbills - Bucerotiformes. S. 245.
4. 1 2 3  Kemp: The Hornbills - Bucerotiformes. S. 246.
5. 1 2 3 4 5  Kemp: The Hornbills - Bucerotiformes. S. 247.